# Castel-Sarrazin
Castel-Sarrazin là một xã trong tỉnh Landes ở Aquitaine tây nam nước Pháp
Castel-Sarrazin là quê hương của Alain Ducasse.

## Biến động dân số
| Năm | 1962 | 1968 | 1975 | 1982 | 1990 | 1999 | 2006 |
| --- | ---- | ---- | ---- | ---- | ---- | ---- | ---- |
| Dân số | 404  | 419  | 378  | 371  | 363  | 360  | 436  |
| From the year 1962 on: No double counting—residents of multiple communes (e.g. students and military personnel) are counted only once. |      |      |      |      |      |      |      |

1. ↑  Castel-Sarrazin sur le site de l'Insee